# Botryosphaeria pseudotsugae
Botryosphaeria pseudotsugae är en svampart som beskrevs av A. Funk 1975. Botryosphaeria pseudotsugae ingår i släktet Botryosphaeria och familjen Botryosphaeriaceae.   Inga underarter finns listade i Catalogue of Life.